# Vieux-Caire
Le Vieux-Caire (arabe مصر القديمة, prononciation égyptienne : Masr El-Kadīma) est un quartier historique du Caire, en Égypte, sur la rive droite du Nil. Il comprend le site d'une forteresse de l'époque romaine et des colonies de l'ère islamique antérieures à la fondation du Caire proprement dit, en 969. Il est également considéré comme faisant partie de ce que l'on appelle le « Caire historique » ou le « Caire islamique », et est un site du patrimoine mondial de l'UNESCO.

## Localisation

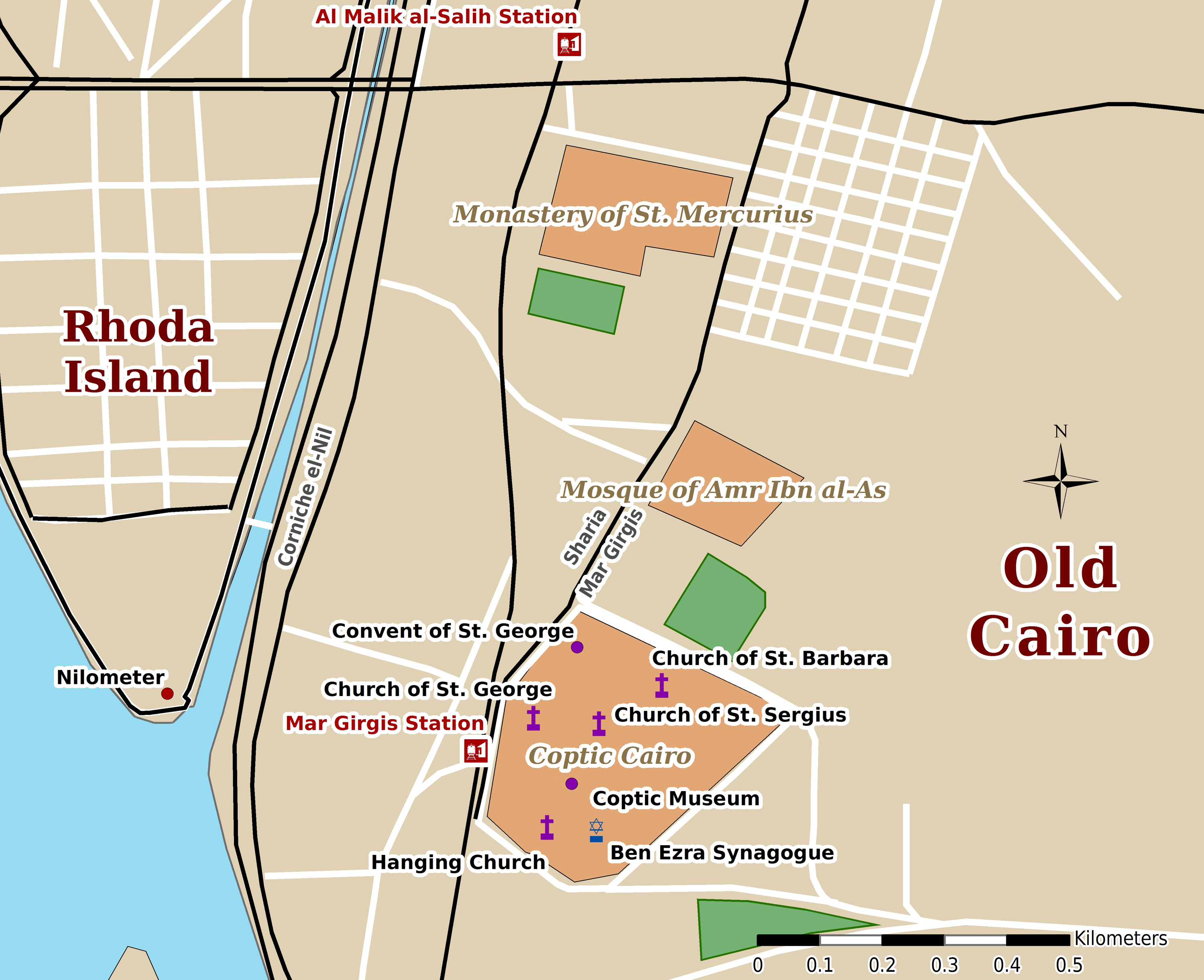
Carte du Vieux-Caire (cliquer pour agrandir).

Le Vieux-Caire se situe au sud du centre-ville du Caire et à l'ouest du Caire islamique. À l'ouest, le quartier est bordé par le Nil et l'île de Roda.

## Histoire

### Ancienne ville égyptienne
| O1 · Z1 | V28 | D36 · Q3 · N36 | N35 · O28 · W24 · O49 |

| O1 · Z1 | V28 | D36 · Q3 · N36 | N35 · O28 · W24 · O49 |

| O1 · Z1 | V28 | D36 · Q3 · N36 | N35 · O28 · W24 · O49 |

| O1 · Z1 | V28 | D36 · Q3 · N36 | N35 · O28 · W24 · O49 |

| T28 | D34 | O49 |

| T28 | D34 | O49 |

| T28 | D34 | O49 |

| T28 | D34 | O49 |

À l'époque de l'Égypte pharaonique, à l'emplacement de la future forteresse romaine se trouvait une banlieue d'Héliopolis qui servait de port sur le Nil. Héliopolis était l'un des centres religieux les plus importants de l'Égypte antique. Les Grecs appelaient cette ville portuaire « Nilopolis » ou « Babylone », tandis que son nom égyptien était « Per-Hapy-d'Hélioipolis ». Le plateau du Vieux-Caire était nommé Kher-Âha et était un faubourg de Per-Hapy ; il se nomme ainsi car la dispute entre Horus et Seth dans les textes des pyramides y a eu lieu, mais aussi où un grand combat entre Rê-Atoum et Apophis a eu lieu, le Gebel el-Ahmar voisin, montagne de quartzite, représentant les restes calcinés d'Apophis et ses partisans.
À l'époque pharaonique, Babylone n'était qu'une succursale et une installation portuaire du centre religieux d'Héliopolis, mais en tant que ville, elle avait sa propre identité religieuse et sa propre place dans la mythologie. Babylone est ainsi considérée comme le lieu de culte du dieu Sepa, vénéré sous la forme d'un mille-pattes et fusionné plus tard avec Osiris. En tant qu'animal vivant dans des terriers, Sepa était considéré comme une divinité chthonienne, c'est-à-dire appartenant au monde souterrain. Près de Babylone se trouvait un lieu de culte appelé « la maison du mille-pattes ». Il acquit une certaine importance car son culte s'inspirait de l'idée d'une source du « Nil de Basse-Égypte » dans « une grotte profonde » près de l'île voisine de Roda, dans la « maison du Nil ». Cette « maison du Nil » était voisine ou identique à la « maison de l'Ennéade » ou « maison des primitifs » près de Babylone. L'auteur grec Strabon rapporte plus tard dans son ouvrage Géographie (XVII 812) qu'à Babylone, dans la région d'Héliopolis, le κῆβος (kēbos), une espèce de singe marin, était considéré comme sacré.
La région est occupée depuis les temps les plus anciens car un cimetière thinite s'y trouvait. Il est indiqué sur la pierre de Palerme, dans la case-année de la première année de Néferirkarê Kakaï, que ce roi a fait une dotation pour les dieux de Kher-Âha. Une stèle datée de l'an 8 de Ramsès II indique que le roi vint en personne chercher un bloc de quartzite dans lequel a été taillé l'un des qutre colosses du roi gardant le pays, à savoir le colosse nommé « Ramsès-Méryamon Le Dieu ». Un temple d'Atoum creusé ou adossé à la montagne se trouvait dans cette ville, il s'agit probablement de cet édifice que Piânkhy visita lors de sa remontée vers Héliopolis, en empruntant la « route de Sepa ». À l'époque saïte jusqu'à la XXXe dynastie se trouvait déjà une forteresse, dont l'un des commandants pendant l'époque saïte était Paouhatef, également nomarque du nome héliopolitain.

### Bâtiments romains et Caire copte

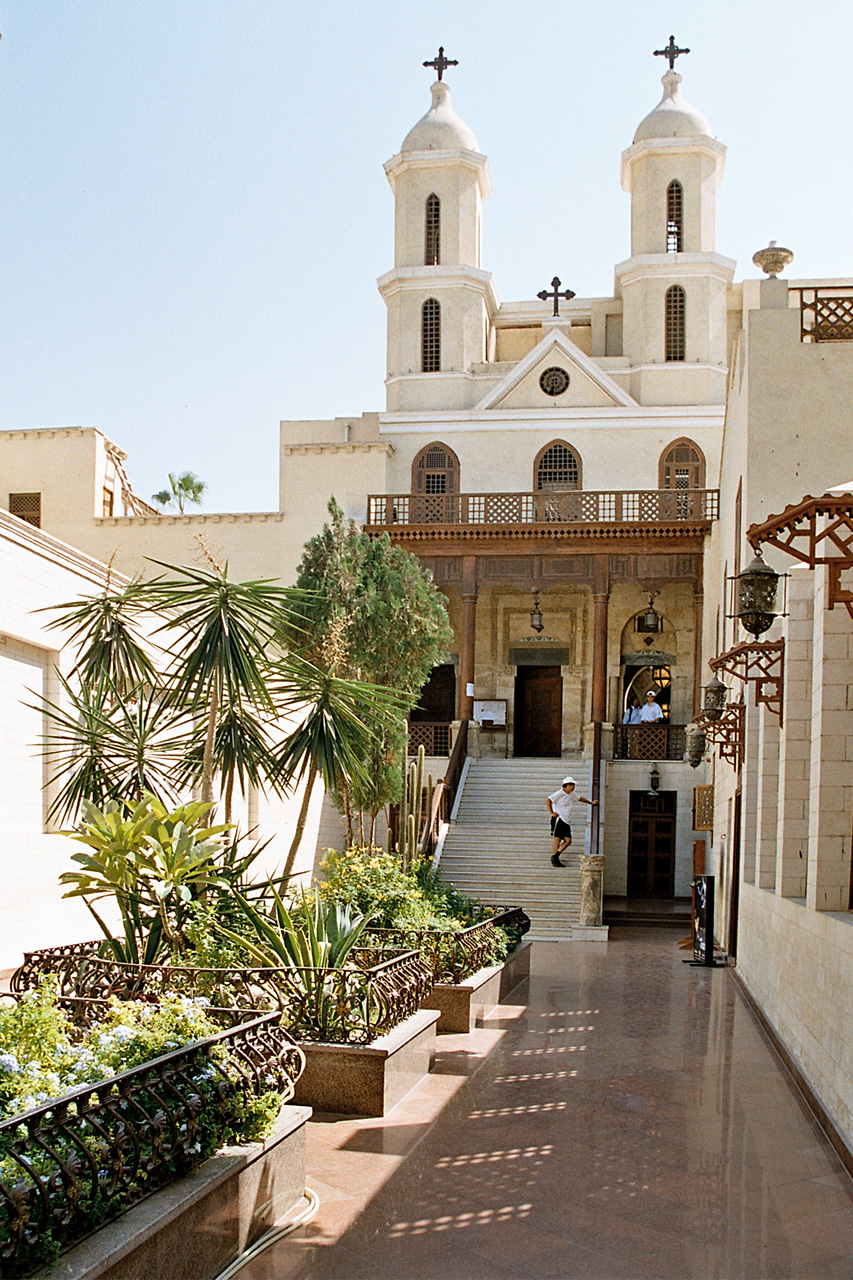
L'église suspendue

La forteresse de Babylone est une forteresse romaine autour de laquelle de nombreuses églises des chrétiens égyptiens ont été construites.
Le quartier du Caire copte fait également partie du Vieux-Caire. Il comprend des ruines de fortifications romaines et de nombreuses églises anciennes. Les sites touristiques présents sont le musée copte, la forteresse de Babylone, l'« église suspendue » et d'autres églises coptes.
Le comte Gabriel Habib Sakakini Pacha (1841-1923) a construit un palais et une église dans le quartier d'El-Sakakini en 1897 et a établi le cimetière catholique romain dans le Vieux-Caire.

### Ancienne ville musulmane

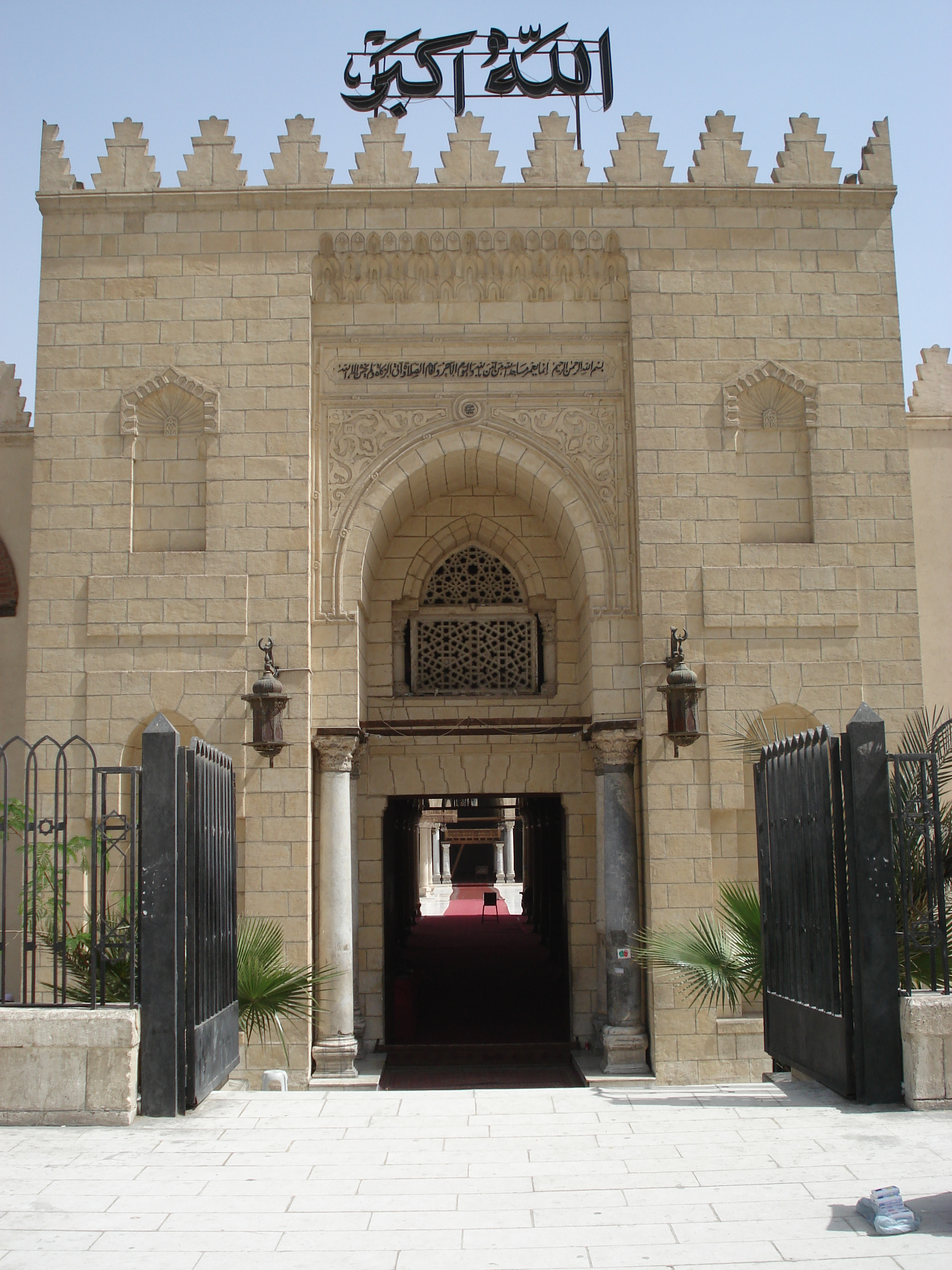
La mosquée Amr ibn al-As

Le Vieux-Caire contient les vestiges des cités antérieures au Caire, telles que Fostat, al-Askar et al-Qatta'i. 
Après la conquête musulmane de l'Égypte en 641, le commandant Rashidun Amr ibn al-As établit Fostat juste au nord du Caire copte. À la demande du calife Omar ibn al-Khattâb, la capitale égyptienne est déplacée d'Alexandrie vers la nouvelle ville sur la rive orientale du Nil. La mosquée Amr ibn al-As, la première mosquée d'Afrique, et la mosquée Ibn Touloun se trouvent dans ce quartier. La synagogue Ben Ezra fondée au IXe siècle se trouve également à Fostat, dans laquelle a été découverte au XIXe siècle la guéniza de la plus grande importance, couvrant quelque mille années de vie juive.
L'empire des Omeyyades s'étendait de l'Espagne jusqu'à l'Indus. Par la suite, les Abbassides ont déplacé la capitale à Bagdad. En Égypte, ce changement de pouvoir impliquait de déplacer le contrôle de la ville omeyyade de Fostat légèrement au nord, vers la ville abbasside d'Al-'Askar. Conçue principalement comme une ville suffisamment grande pour abriter une armée, elle était disposée selon un modèle de quadrillage qui pouvait facilement être subdivisé en sections distinctes.
L'apogée de la dynastie abbasside se situe pendant le règne de Hâroun ar-Rachîd (r. 786-809), avec l'augmentation des impôts sur les Égyptiens, qui se soulèvent dans une révolte paysanne en 832 à l'époque du calife Al-Ma'mūn (r. 813-833).
Les gouverneurs égyptiens locaux ont acquis une autonomie croissante et, en 870, le gouverneur Ahmad Ibn Touloun déclare l'indépendance de l'Égypte (bien que toujours sous le règne du calife abbasside). Comme symbole de cette indépendance, en 868 Ibn Touloun fonde une autre capitale, Al-Qatta'i, un peu plus au nord d'Al-'Askar. La capitale y reste jusqu'en 905, date à laquelle la ville est détruite.
Après la destruction d'Al-Qatta'i, la capitale administrative de l'Égypte revient à Fostat. Cependant, Fostat a ensuite été détruit par un incendie — commandé par le vizir — qui a brûlé de 1168 à 1169, comme mesure défensive contre l'attaque du royaume des croisés de Jérusalem.
À cette époque, la capitale est déplacée vers Al-Qāhirah (Le Caire), fondée en 969, où elle est restée jusqu'à nos jours. Les limites du Caire se sont étendues pour finalement englober les trois capitales antérieures de Fostat, d'Al-Qatta'i et d'Al-'Askar, dont les vestiges sont aujourd'hui visibles dans le Vieux-Caire, dans la partie sud de la ville.
Au cours de la seconde moitié du XVe siècle, deux dernières transformations majeures ont eu lieu au Caire : le port de Boulaq et un quartier appelé Azbakeya dans la partie nord-ouest de la ville. Les périmètres de la ville étaient restés inchangés au cours des 300 dernières années selon la carte réalisée par l'expédition française en 1798. Avec la conquête de Chypre par Barsbay en 1428, Boulaq devient le principal port du Caire. À la fin du XVe siècle, Boulaq a même pu assumer le rôle de principal port commercial du Vieux-Caire.

## Conservation et restauration
L'effort de conservation des monuments égyptiens existe depuis le XIXe siècle. En 1881, Tawfiq Pacha fonde le Comité de Conservation des Monuments de l'Art Arabe (en).
En 1979, l'UNESCO a désigné le Vieux-Caire, dans le cadre du Caire historique plus étendue, comme site du patrimoine mondial, la qualifiant de « l'une des plus anciennes villes islamiques du monde, avec ses célèbres mosquées, madrasas, hammams et fontaines » et « le nouveau centre du monde islamique, atteignant son âge d'or au XIVe siècle »,